# Luiza Miller
Luiza Miller (wł. Luisa Miller) – opera Giuseppe Verdiego w trzech aktach, wystawiona po raz pierwszy 8 grudnia 1849 w Teatro San Carlo w Neapolu.